# زبان اینور
زبان اینور از زبانهای سامی رایج در کشور اتیوپی می باشد که در حدود دویست و هشتاد هزار تن گویشور دارد.این زبان بدلیل آواشناسی خاص خود مورد پژوهشهای زبانشناسی قرار گرفته است.